# La Lune à un mètre
La Lune à un mètre és un curtmetratge mut en blanc i negre francès del 1898 de Georges Méliès. Basada en un dels seus actes de màgia escènica, i protagonitzada pel mateix Méliès, la pel·lícula presenta un variat assortiment d'imatges i imaginacions somiades per l'astrònom del títol, centrades en temes de l'astronomia i especialment de la Lluna.

## Argument
En un observatori, un astrònom està estudiant al seu escriptori. Apareix Satanàs, després apareix una dona i fa desaparèixer Satanàs. Llavors ella desapareix. L'astrònom dibuixa un globus en una pissarra. El globus terrestre desenvolupa un cap i extremitats semblants al sol i comença a moure's a la pissarra. L'astrònom mira a través d'un petit telescopi. La Lluna apareix en un edifici com una cara gran. S'ha menjat el telescopi de l'astrònom. A més, els homes cauen de la seva boca. Llavors la Lluna és al cel. Amb un vestit diferent, l'astrònom es troba sobre una taula, que desapareix. Ell cau.
La Lluna es converteix en una mitja lluna. La deessa mitològica Febe (és a dir, Selene) n'apareix. L'astrònom la persegueix, però ella se li escapa. A continuació, una altra figura es troba al creixent de la Lluna abans de reclinar-se en la seva forma de C. La Lluna torna a aparèixer com una cara prominent, i l'astrònom li salta a la boca. Apareixen una dona i Satanàs. L'astrònom torna a aparèixer. Després, a l'observatori, l'astrònom s'asseu adormit a la seva cadira.

## Producció
Méliès interpreta l'astrònom a la pel·lícula, que es basa en un esbós de màgia escènica que havia presentat el 1891 al seu lloc de màgia de París, el Théâtre Robert-Houdin. La versió escènica, "Les Farces de la Lune ou les Mésaventures de Nostradamus", combinava il·lusions teatrals amb titelles d'ombres. La versió cinematogràfica utilitza una combinació de maquinària escènica (incloent el titella gegant cara de la Lluna), pirotècnia i escamoteigs per a les seves il·lusions. Febe, deessa de la lluna, va ser interpretada per Jehanne d'Alcy, amb qui Méliès es casaria uns 30 anys més tard. Els dos petits pallassos són interpretats pels mateixos nens que havien aparegut a la pel·lícula de Méliès Illusions fantasmagoriques, a principis d'aquell any.

## Estrena
La Lune à un mètre va ser estrenada per la Star Film Company de Méliès i està numerat del 160 al 162 als seus catàlegs. Als catàlegs francesos, un subtítol dividia la pel·lícula en tres escenes La Lune à un mètre (1—l'observatoire; 2—la Lune; 3—Phœbé). És la tercera pel·lícula de Méliès, després de Le Manoir du diable (1896) i Le Cabinet de Méphistophélès (1897), més llarga de 60 metres.
Quan el productor Sigmund Lubin va importar la pel·lícula als Estats Units l'any 1899, la va retitular A Trip to the Moon. Tanmateix, no s'ha de confondre amb la pel·lícula de 1902 de Méliès Le Voyage dans la Lune.

## Galeria

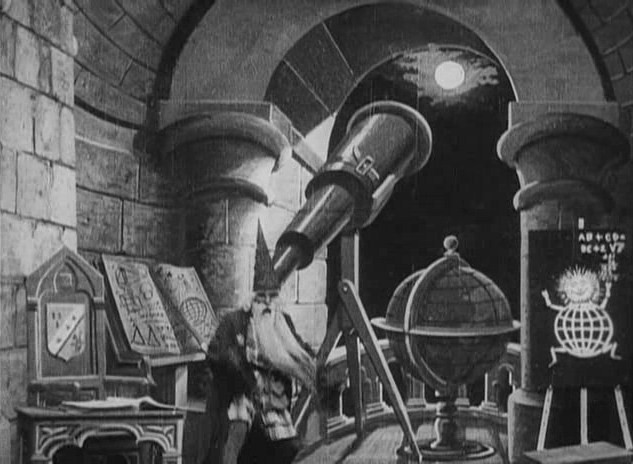
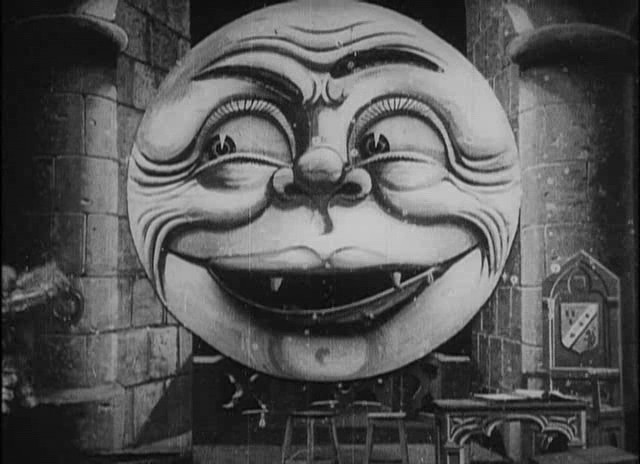
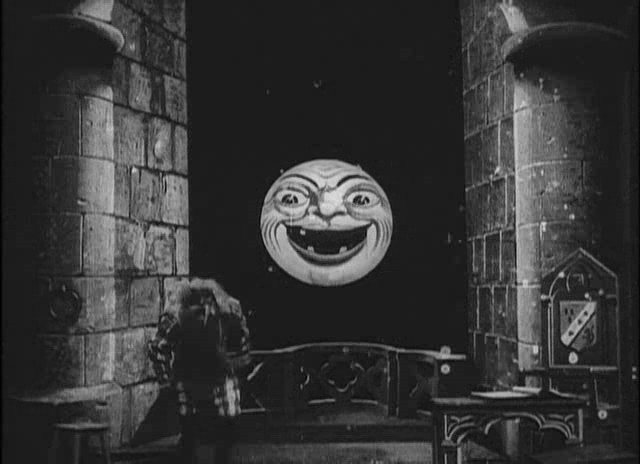
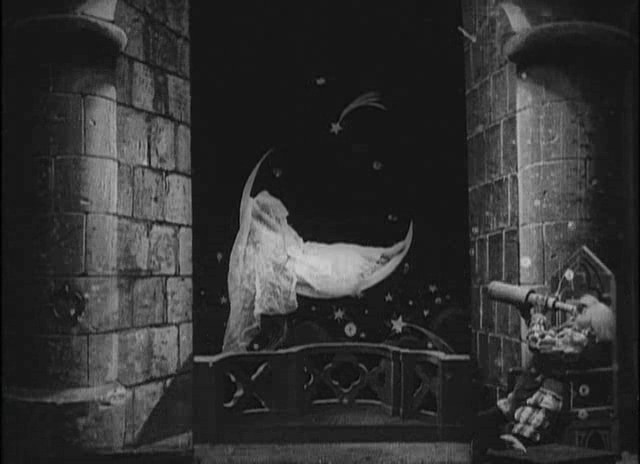

## Repartiment
- Georges Méliès: l'astrònom
- Jehanne d'Alcy: Febe, la fada bona